# Championnat des États-Unis de foot fauteuil
 (mars 2024).
Le championnat des États-Unis de foot fauteuil a été créé [Quand ?] par [Qui ?].

## Équipes de Division 1 (saison 2007/2008)
- Arizona Heat 3rd Degree
- BORP Bay Earthquakes
- Bennett Blazers
- CNY PS Flyers
- Circle City Rollers
- DASA Dynamites
- Hollister Free Wheelers
- RHI Sudden Impact
- Rollin' Gauchos
- San Jose Steamrollers D1
- Synergy
- Tampa Bay Crossfire
- Tampa Thunder
- Tidewater Piranhas Red Fish
- Tigers

### Palmarès du Championnat des États-Unis de Division 1 depuis 2008
| Saison  | Champion          | 2e                  | 3e              |
| ------- | ----------------- | ------------------- | --------------- |
| 2007-08 | RHI Sudden Impact | Circle City Rollers | Atlanta Synergy |

## Équipes de Division 2 (saison 2007/2008)
- Arizona Heat 2nd Degree
- Atlanta Shepherd Strikers
- BORP Bay Crushers
- Blue Fish
- Capitol City Cobras
- Chattanooga Speeders
- Clayton Raiders
- Courage Blizzards
- DASA Firecrackers
- GJL Louisiana Lightning Hawks
- GLASA Fire
- Henry County Hot Shots
- High Voltage
- Lakeshore Power
- MHS Chariots
- Magee Kixx
- NJ Red Bulls
- Newark Hot Rodders
- North Georgia Screamin' Eagles
- Orlando Hurricanes
- Power Surge
- RHI Indy Cruisers
- RHI Indy Storm
- RHI Inferno
- San Jose Steamrollers D2
- Turnstone Fantastic Flyers
- Turnstone Fearless Flyers
- Zia Turbo Wheelers

### Palmarès du Championnat des États-Unis de Division 2 depuis 2008
| Saison  | Champion                   | 2e                        | 3e                |
| ------- | -------------------------- | ------------------------- | ----------------- |
| 2007-08 | Turnstone Fantastic Flyers | Turnstone Fearless Flyers | Courage Blizzards |